# コロンビア・キンディオ地震
コロンビア・キンディオ地震（コロンビア・キンディオじしん）は、1999年1月25日にコロンビアで発生した地震である。震央から17km北に位置するキンディオ県アルメニアや、周囲のコーヒー・トライアングルに位置する自治体に大きな被害を与えた。

## 被害
この地震は、コロンビアのコーヒー生産地帯を襲った。アルメニアでは古い建築物や弱い地盤に建てられたことに加えて異常気象による大雨によって地盤が緩み、建築物が倒壊するなどの被害が拡大した。また、約20万人が地震で住居を失うなど被災者のほとんどがテント生活を余儀なくされた。さらに水道と電気がストップしたことで衛生状態が悪化し、伝染病の発生も懸念された。
本震だけでも1,000人ほどの死者が出たほか、倒壊しかけた建築物から物品を回収しようとして余震の犠牲になった者も多い。行方不明者は3,900人ほどと推定されているが、確かなところは分からないままである。
被災地では、人員やトラックの不足により援助物資が行き渡らず、スーパーマーケットで商品を略奪する行為が相次ぐなど治安が悪化した。また、銀行や宝石店、薬局、被災した民家に強盗団や泥棒が押し入る事件が多発した。

## 各国・機関の対応
- コロンビア: アンドレス・パストラーナ・アランゴ大統領は夜間外出禁止令と経済非常事態宣言を発令し、大統領権限で酒の販売を一時的に禁止するなどの措置をとった[5]。

- 日本: 政府は、国際消防救助隊32人及び医療チーム15人を派遣し、アルメニアで生存者の捜索と被災者の治療を行った[8][9]。